# 地中海古爾松號
地中海古爾松號（英語：MSC Gülsün）為世界第4大貨櫃輪，而且是第一艘裝載量超過23,000 TEU的貨櫃船，貨物系統由麥格雷戈國際船塢設備公司負責設計，並由三星重工建造，全長399.9米（1,312英尺0英寸），寬61.536米（201英尺10.7英寸），吃水16.5米（54英尺2英寸），其容量為23756 TEU，與姊妹船MSC Mina的最大容量23656 TEU一同打破於2017年5月下水的OOCL Hong Kong所創下的21413 TEU最大容量紀錄（隨後於2020年分別被HMM Algeciras的23964 TEU和HMM Oslo的23820 TEU打破）。地中海古爾松號註冊於巴拿馬，並於2019年7月4日交付並投入服務，7月28日在丹絨柏勒巴斯港以19574 TEU的實際載箱量打破由MOL Tribute保持的19190 TEU最大實際載箱量紀錄（隨後於2020年5月28日被HMM Algeciras在鹽田區以19621 TEU打破）。8月9日首次通過蘇伊士運河。

地中海古爾松號船型的一大特色是船頭的設計减少了船身阻力，提升了能效。船舶設計將風阻做到最小化，减少了燃油消耗。地中海航運公司表示，地中海古爾松號每運送1噸貨物，可以减少13%的二氧化碳排放，其能效表現和燃油經濟性可以提前滿足國際海事組織設立的2030年環保要求。同時，為了遵守國際海事組織的限硫令，船舶已經配備了脱硫裝置，而且可以轉用低硫油，或者在未来使用天然氣。
地中海古爾松號的航線為2M Alliance的AE10，由天津市出發，經青島市、光陽市、寧波市、上海市、鹽田區、丹絨柏勒巴斯港、經蘇伊士運河、布萊梅港、阿爾赫西拉斯、布萊梅港、格但斯克、布萊梅港、鹿特丹、再經蘇伊士運河、丹絨柏勒巴斯港、上海市、天津市、青島市、光陽市，最終抵達寧波市，航運週期為104天。